# Condado de Person
El condado de Person (en inglés: Person County, North Carolina), fundado en 1791, es uno de los 100 condados del estado estadounidense de Carolina del Norte. En el año 2000 tenía una población de 35 623 habitantes con densidad poblacional de 91 personas por km². La sede del condado es Roxboro.

## Geografía
Según la Oficina del Censo, el condado tiene un área total de 1046 km² (403,9 mi²), de la cual 1015 km² (391,9 mi²) es tierra y 31 km² (12,0 mi²) es agua.

### Condados adyacentes
- Condado de Halifax norte
- Condado de Granville este
- Condado de Durham suroeste
- Condado de Orange suroeste
- Condado de Caswell oeste

## Demografía
En el 2000 la renta per cápita promedia del condado era de $45 321, y el ingreso promedio para una familia era de $44 548. El ingreso per cápita para el condado era de $21 817. En 2000 los hombres tenían un ingreso per cápita de $30 970 contra $22 804 para las mujeres. Alrededor del 12,00% de la población estaba bajo el umbral de pobreza nacional.

## Lugares

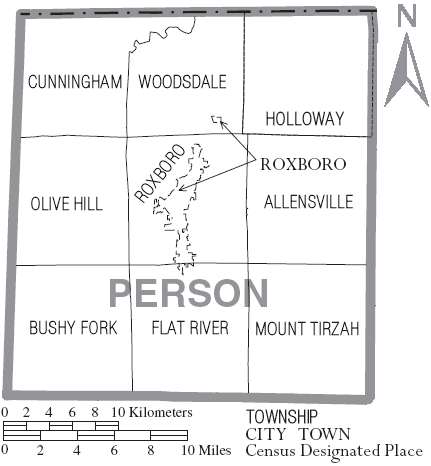
Mapa del Condado de Person en Carolina del Norte con sus municipios

### Municipios
El condado se divide en nueve municipios: Municipio de Allensville, Municipio de Bushy Fork, Municipio de Cunningham, Municipio de Flat River, Municipio de Holloway, Municipio de Mount Tirzah, Municipio de Olive Hill, Municipio de Roxboro y Municipio de Woodsdale (que incluye Bethel Hill).

### Ciudades y pueblos
Roxboro es la capital del condado, situada aproximadamente en el centro del condado.

### Comunidades no incorporadas
- Hurdle Mills
- Leasburg
- Rougemont
- Semora
- Timberlake